# 524
El 524 (DXXIV) fou un any de traspàs començat en dilluns del calendari julià.

## Necrològiques
- Anici Manli Severí Boeci, estudiós, filòsof i home d'estat romà (n. cap al 480).[1]